# D252i
mova D252i（ムーバ・でぃ にー ごー にー アイ）は、三菱電機が開発した、NTTドコモによる第二世代携帯電話 (mova) 端末製品。

## 概要
通信速度が28.8kbpsに高速化され、ドコモ初のソフトウェア更新に対応した252iシリーズで最初に登場。D251iSよりもコンパクトになり、重さは100gを切って99gになった。カメラはD251iSと同じだが、ディスプレイ側からボタン側に移り、フレームレート5fpsの最大30秒の動画をメモリースティックDuoに記録できるようになった。また液晶が若干高精細になった。新たに、「チャットメール」や「シンプルメニュー」、VGAサイズなどの写真をiショット送信時に自動的にiショット（S）サイズに自動変換する「どれでもiショット」、D505i同様のメールの「見ながら返信」に対応した。着信メロディは32和音対応。

## 歴史
- 2003年9月2日：ドコモから発表
- 2003年9月26日：発売
- 2012年3月31日：movaサービス終了により使用はこの日限りとなる。